# Strafgesetzbuch (Tyskland)

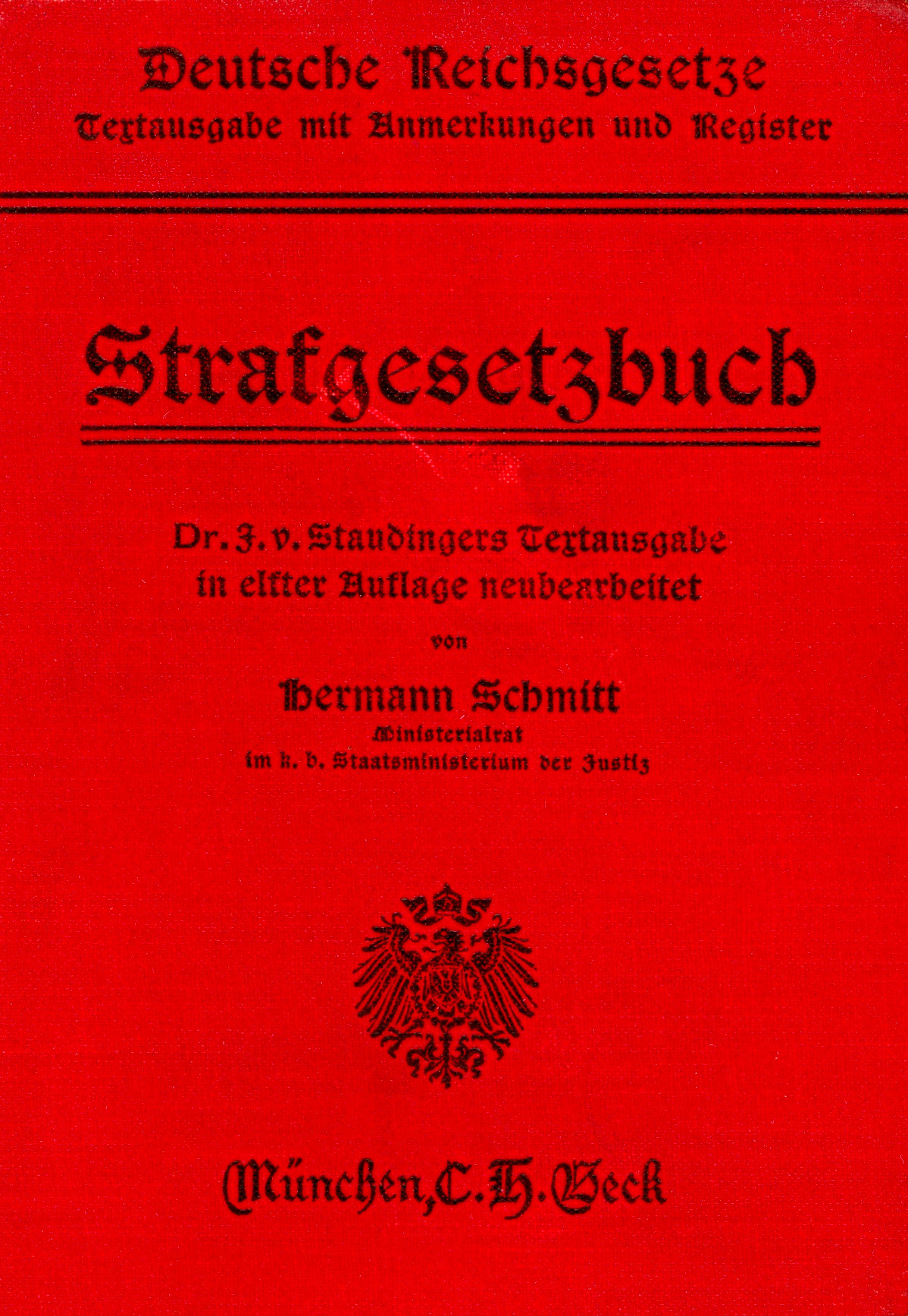
Strafgesetzbuch i 1914 års version

Strafgesetzbuch  utfärdades den 11 maj 1871, och började gälla den 1 januari 1872. Det är en lagbok som reglerar straffrätten i Tyskland. Därefter har den ändrats många gånger.